# Saint-Germain-le-Gaillard (Eure-et-Loir)
Saint-Germain-le-Gaillard is een gemeente in het Franse departement Eure-et-Loir (regio Centre-Val de Loire) en telt 304 inwoners (2004). De plaats maakt deel uit van het arrondissement Chartres.

## Geografie
De oppervlakte van Saint-Germain-le-Gaillard bedraagt 8,2 km², de bevolkingsdichtheid is 37,1 inwoners per km².
De onderstaande kaart toont de ligging van Saint-Germain-le-Gaillard (Eure-et-Loir) met de belangrijkste infrastructuur en aangrenzende gemeenten.

## Demografie
Onderstaande figuur toont het verloop van het inwonertal (bron: INSEE-tellingen).